# Amphilius jacksonii
Amphilius jacksonii és una espècie de peix de la família dels amfílids i de l'ordre dels siluriformes.

## Morfologia
- Els mascles poden assolir els 15 cm de llargària total.
- Nombre de vèrtebres: 31-33.[2][3]

## Alimentació
Menja insectes aquàtics bentònics.

## Hàbitat
Viu en aigües ben oxigenades.

## Distribució geogràfica
Es troba a Àfrica: Uganda i República Democràtica del Congo, incloent-hi el llac Edward.